# 아우렐리오 곤살레스
아우렐리오 곤살레스 베니테스(스페인어: Aurelio González Benítez, 1905년 9월 25일 ~ 1997년 7월 9일)는 파라과이의 전 축구 선수이자 감독이다.
곤살레스는 파라과이의 클루브 스포르티보 루케뇨와 클루브 올림피아에서 선수 생활을 하였다.
또한 1930년 FIFA 월드컵에 파라과이 축구 국가대표팀 선수로 출전하였고, 1958년 FIFA 월드컵에는 감독으로 출전하였다.